# Škalsko jezero
Škalsko jezero je najmanjše izmed Šaleških jezer, treh ugrezninskih jezer v Šaleški dolini.
Je najvzhodnejše in najvišje izmed jezer – leži šest metrov nad Velenjskim in dvanajst nad Družmirskim – pa tudi najstarejše, saj je nastalo že pred drugo svetovno vojno na mestu, kjer so lignit kopali v začetnem obdobju šaleškega premogovništva. Po vojni je obsegalo približno polovico dandanašnje velikosti, danes pa se ne širi več, saj je pod njim izkopavanje ustavljeno. Meri 16 hektarov in je razpotegnjeno v smeri vzhod–zahod, njegova največja globina je dobrih 18 metrov. Napaja ga rečica Lepena, ki iz njega dalje odteka v Velenjsko jezero.